# Watch the Throne
Watch the Throne ist ein Kollabo-Studioalbum von Kanye West und Jay-Z, das die beiden unter dem Projektnamen The Throne veröffentlichten. Es erschien am 8. August 2011 bei Roc-a-Fella Records, Roc Nation und Def Jam Recordings. Das Album wird dem Genre Hip-Hop zugerechnet.

## Entstehung
Aufgenommen wurde das Werk unter anderem in New York, Sydney, Paris und den Real World Studios in Wiltshire, England. Die Produktion erfolgte in Paris, Abu Dhabi, New York und Los Angeles. In einem Interview mit Billboard sagte Jay-Z, dass sie sich oft in Hotelzimmern getroffen haben. Der letzte Song No Church in the Wild wurde im Juni fertiggestellt.

## Chartplatzierungen
Mit einem Charteinstieg auf Platz eins in der Schweiz, Platz zwei in Deutschland und Platz zwölf in Österreich ist Watch the Throne das erfolgreichste Werk der beiden Künstler in den deutschsprachigen Ländern. In den USA erreichte es als fünftes Album von West und als zwölftes von Jay-Z die Spitzenposition und erlangte im September Platinstatus. In den Jahrescharts konnte es sich auf Platz 14 positionieren. Im iTunes Store stellte es mit 290.000 Downloads in der ersten Woche einen Rekord auf.

## Titelliste
1. No Church in the Wild (feat. Frank Ocean und The-Dream) – 4:32
2. Lift Off (feat. Beyoncé) – 4:26
3. Niggas in Paris – 3:39
4. Otis (feat. Otis Redding) – 2:58
5. Gotta Have It – 2:20
6. New Day – 4:32
7. That’s My Bitch – 3:22
8. Welcome to the Jungle – 2:54
9. Who Gon Stop Me – 4:16
10. Murder to Excellence – 5:00
11. Made in America (feat. Frank Ocean) – 4:52
12. Why I Love You (feat. Mr Hudson) – 3:21

Deluxe-Edition Bonustracks
1. Illest Motherfucker Alive – 8:23
2. H•A•M – 4:35
3. Primetime – 3:19
4. The Joy (feat. Curtis Mayfield) – 5:17

## Singleauskopplungen
Schon im Januar veröffentlichten die beiden mit H•A•M eine digitale Vorabsingle, die in den USA auf Platz 23 stieg. Im Juli folgte Otis (feat. Otis Redding), das Video wurde von Spike Jonze in Los Angeles gedreht. Ende des Jahres erschien Niggas in Paris, der Song wurde der erfolgreichste Titel des Albums und landete auf Position 5 der US-Billboard-Charts. Otis und Niggas in Paris wurden im Dezember beide mit Gold ausgezeichnet. Als nächste Single erschien Gotta Have It. Außerdem wurden mit Lift Off (feat. Beyoncé) und Why I Love You (feat. Mr Hudson) zwei Airplay-Singles veröffentlicht. In Deutschland stieg Niggas in Paris bis Platz 50 der Downloadcharts. In den offiziellen deutschen Singlecharts war der Titel erstmals im Juni 2012 platziert und erreichte ein halbes Jahr später mit Platz 40 seine Höchstposition.
Chartplatzierungen

| Jahr | Titel                 | Höchstplatzierung, Gesamtwochen, AuszeichnungChartplatzierungen (Jahr, Titel, , Platzierungen, Wochen, Auszeichnungen, Anmerkungen) | Höchstplatzierung, Gesamtwochen, AuszeichnungChartplatzierungen (Jahr, Titel, , Platzierungen, Wochen, Auszeichnungen, Anmerkungen) | Höchstplatzierung, Gesamtwochen, AuszeichnungChartplatzierungen (Jahr, Titel, , Platzierungen, Wochen, Auszeichnungen, Anmerkungen) | Höchstplatzierung, Gesamtwochen, AuszeichnungChartplatzierungen (Jahr, Titel, , Platzierungen, Wochen, Auszeichnungen, Anmerkungen) | Höchstplatzierung, Gesamtwochen, AuszeichnungChartplatzierungen (Jahr, Titel, , Platzierungen, Wochen, Auszeichnungen, Anmerkungen) | Anmerkungen                                                                   |
| Jahr | Titel                 | DE | AT | CH | UK | US | Anmerkungen                                                                   |
| --- | --------------------- | --- | --- | --- | --- | --- | ----------------------------------------------------------------------------- |
| 2011 | H.A.M.                | — | AT56 (1 Wo.)AT | — | UK30 (2 Wo.)UK | US23 Gold · (7 Wo.)US | Erstveröffentlichung: 11. Januar 2011 Verkäufe: + 500.000                     |
| 2011 | Otis                  | — | AT73 (1 Wo.)AT | CH61 (2 Wo.)CH | UK28 Gold · (14 Wo.)UK | US12 ×3Dreifachplatin · (20 Wo.)US                                                                                                  | Erstveröffentlichung: 21. Juli 2011 Verkäufe: + 3.475.000; feat. Otis Redding |
| 2011 | Lift Off              | — | — | — | UK48 (1 Wo.)UK | — | Erstveröffentlichung: 23. August 2011 feat. Beyoncé                           |
| 2011 | Niggas in Paris       | DE40 (34 Wo.)DE | AT72 (5 Wo.)AT | CH43 (3 Wo.)CH | UK10 ×3Dreifachplatin · (53 Wo.)UK                                                                                                  | US5 Diamant · (36 Wo.)US | Erstveröffentlichung: 13. September 2011 Verkäufe: + 12.859.100               |
| 2011 | Why I Love You        | — | — | CH52 (1 Wo.)CH | UK87 (1 Wo.)UK | — | Erstveröffentlichung: 13. September 2011 feat. Mr Hudson                      |
| 2011 | Gotta Have It         | — | — | — | — | US69 Platin · (12 Wo.)US | Erstveröffentlichung: 6. Dezember 2011 Verkäufe: + 1.000.000                  |
| 2012 | No Church in the Wild | — | — | — | UK37 Platin · (18 Wo.)UK | US72 Platin · (5 Wo.)US | Erstveröffentlichung: 20. März 2012 Verkäufe: + 1.625.000; feat. Frank Ocean  |
| Folgende Lieder erschienen nicht als Single, wurden aber durch das Album zum Download und Streaming bereitgestellt und konnten somit eine Platzierung erlangen: |                       | | | | | |                                                                               |
| |                       | | | | | |                                                                               |
| 2011 | Who Gon Stop Me       | — | — | — | — | US44 (2 Wo.)US | Charteinstieg: 27. August 2011                                                |

## Rezeption

### Kritische Rezension
Die Kritiken zu Watch the Throne fielen größtenteils positiv aus. Die Zeitung Die Welt bezeichnete es als das Hip-Hop-Album des Jahres „dank des bedeutendsten Rappers und des wichtigsten Hip-Hop-Produzenten“. Auch das Entertainment-Magazin mbeat lobte das Album als ein Gipfeltreffen der einflussreichsten Hip-Hop-Ikonen und vergab die volle Punktzahl. Andy Kellman schrieb bei Allmusic, dass seine besten Stellen zu der wichtigsten Rap-Musik des Jahres 2011 gehörten.
Lediglich einige Kritiker wie in The Independent äußerten sich negativ zu Watch the Throne: „Manchmal braucht es mehr als nur kombinierte Star-Power um gute Musik zu machen.“

### Preise
Bei den Grammy Awards 2012 wurde Watch the Throne in der Kategorie Best Rap Album nominiert, unterlag jedoch Kanye Wests Soloalbum My Beautiful Dark Twisted Fantasy.

## Kommerzieller Erfolg

### Chartplatzierungen
| ChartsChartplatzierungen       | Höchstplatzierung | Wochen |
| ------------------------------ | ----------------- | ------ |
| Deutschland (GfK)              | 2 (5 Wo.)         | 5      |
| Österreich (Ö3)                | 12 (6 Wo.)        | 6      |
| Schweiz (IFPI)                 | 1 (15 Wo.)        | 15     |
| Vereinigte Staaten (Billboard) | 1 (66 Wo.)        | 66     |
| Vereinigtes Königreich (OCC)   | 3 (63 Wo.)        | 63     |

| ChartsJahrescharts (2011)      | Platzierung |
| ------------------------------ | ----------- |
| Vereinigte Staaten (Billboard) | 14          |

| ChartsJahrescharts (2012)      | Platzierung |
| ------------------------------ | ----------- |
| Vereinigte Staaten (Billboard) | 51          |
| Vereinigtes Königreich (OCC)   | 55          |

### Auszeichnungen für Musikverkäufe
| Land/Region                  | Auszeichnungen für Musikverkäufe (Land/Region, Auszeichnung, Verkäufe) | Verkäufe  |
| ---------------------------- | ---------------------------------------------------------------------- | --------- |
| Australien (ARIA)            | Platin                                                                 | 70.000    |
| Dänemark (IFPI)              | 2× Platin                                                              | 40.000    |
| Deutschland (BVMI)           | Gold                                                                   | 100.000   |
| Italien (FIMI)               | Gold                                                                   | 25.000    |
| Kanada (MC)                  | Platin                                                                 | 80.000    |
| Neuseeland (RMNZ)            | 2× Platin                                                              | 30.000    |
| Schweden (IFPI)              | Gold                                                                   | 20.000    |
| Vereinigte Staaten (RIAA)    | 5× Platin                                                              | 5.000.000 |
| Vereinigtes Königreich (BPI) | Platin                                                                 | 300.000   |
| Insgesamt                    | 3× Gold · 12× Platin ·                                                 | 5.665.000 |

Hauptartikel: Jay-Z/Auszeichnungen für Musikverkäufe